# Luise Madsack
Luise Madsack (geborene Wirts; * 13. April 1911; † 6. Juli 2001 in Morcote/Schweiz) war eine deutsche Verlegerin und Aufsichtsratsvorsitzende.

## Leben

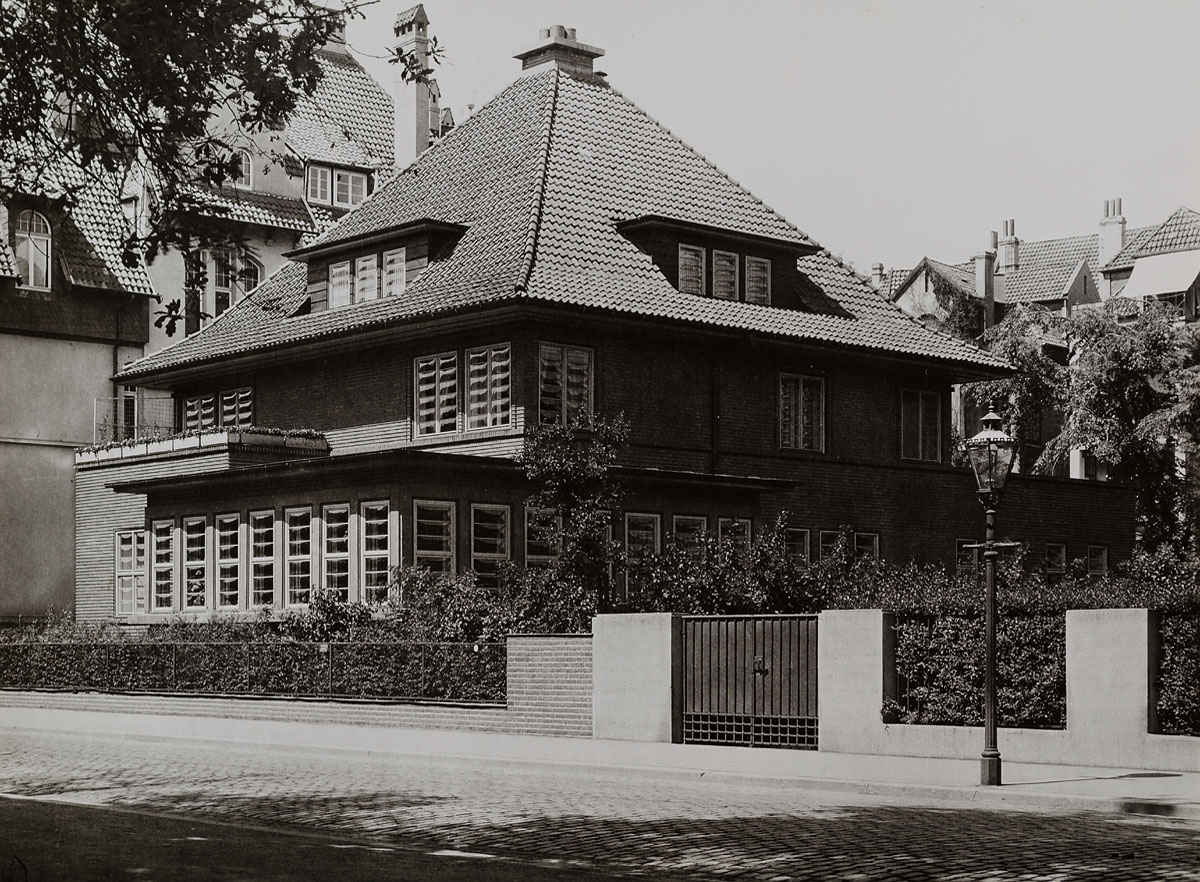
Blick auf den von Fritz Höger für die Familie Madsack im Stil des Backsteinexpressionismus errichtete Villa unter der Adresse Walderseestraße 3, die heute durch den Kindergarten der Ev.-luth. Markuskirchengemeinde genutzt wird;
Foto von Carl Dransfeld, circa 1930er Jahre, Museum für Kunst und Gewerbe Hamburg

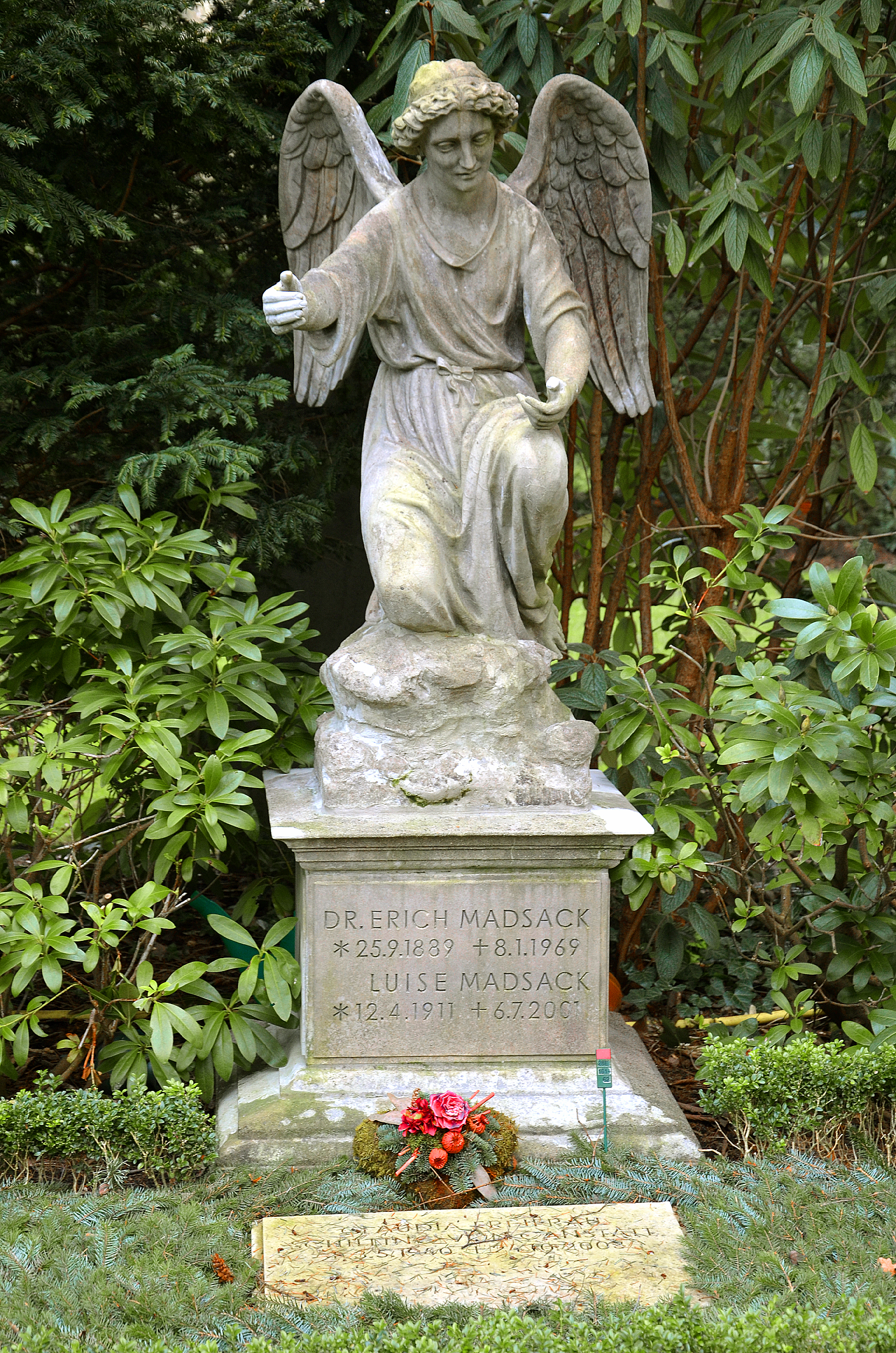
Familiengrab von Luise Madsack, Erich Madsack und Claudia Freifrau Schilling von Canstadt auf dem Stadtfriedhof Engesohde

Luise Madsack war die Ehefrau des Zeitungsverlegers Erich Madsack und Schwiegertochter des Unternehmensgründers der Verlagsgesellschaft Madsack, August Madsack.
Anfang der 1960er Jahre wurde sie Mitglied in der Geschäftsleitung der Verlagsgesellschaft in Hannover, unter anderem zur Entlastung ihres Ehemannes. 1965, offiziell erst 1969 im Todesjahr ihres Mannes, übernahm sie die Geschäftsführung des Unternehmens, bis sie 1976 den Vorsitz des Aufsichtsrates übernahm; eine Position, die sie bis 1983 innehatte. In dieser Zeit leitete sie die 1975 erfolgte Übernahme der damaligen Neuen Hannoverschen Presse ein, die seitdem mit einer eigenständigen Redaktion unter dem Titel Neue Presse erscheint.
Unter der Direktive von Luise Madsack wurde die Geschäftspolitik ihres verstorbenen Ehemannes fortgeführt und die Entwicklung der Hannoverschen Allgemeinen Zeitung zur führenden Tageszeitung in Niedersachsen und zu einer der führenden Regionalzeitungen der Bundesrepublik Deutschland eingeleitet. Unter ihrer Ägide erfolgte der Bau und der Umzug vom Anzeiger-Hochhaus in das im hannoverschen Stadtteil Bemerode errichtete neue Verlagshaus mit angeschlossenem Druckzentrum.
Nachdem sich Luise Madsack Mitte der 1980er Jahre aus der aktiven Geschäftspolitik in ihr Privatleben zurückgezogen hatte, verbrachte sie ihre letzten Lebensjahre in der Schweiz. Beigesetzt wurde sie im Familiengrab der Madsacks auf dem hannoverschen Stadtfriedhof Engesohde.